# Aglia tau
Aglia tau és una espècie de lepidòpter ditrisi de la família dels satúrnids (Saturniidae). És una arna nocturna pròpia d'Euràsia, incloent-hi el nord de la península Ibèrica. Les larves s'alimenten fonamentalment de faig.

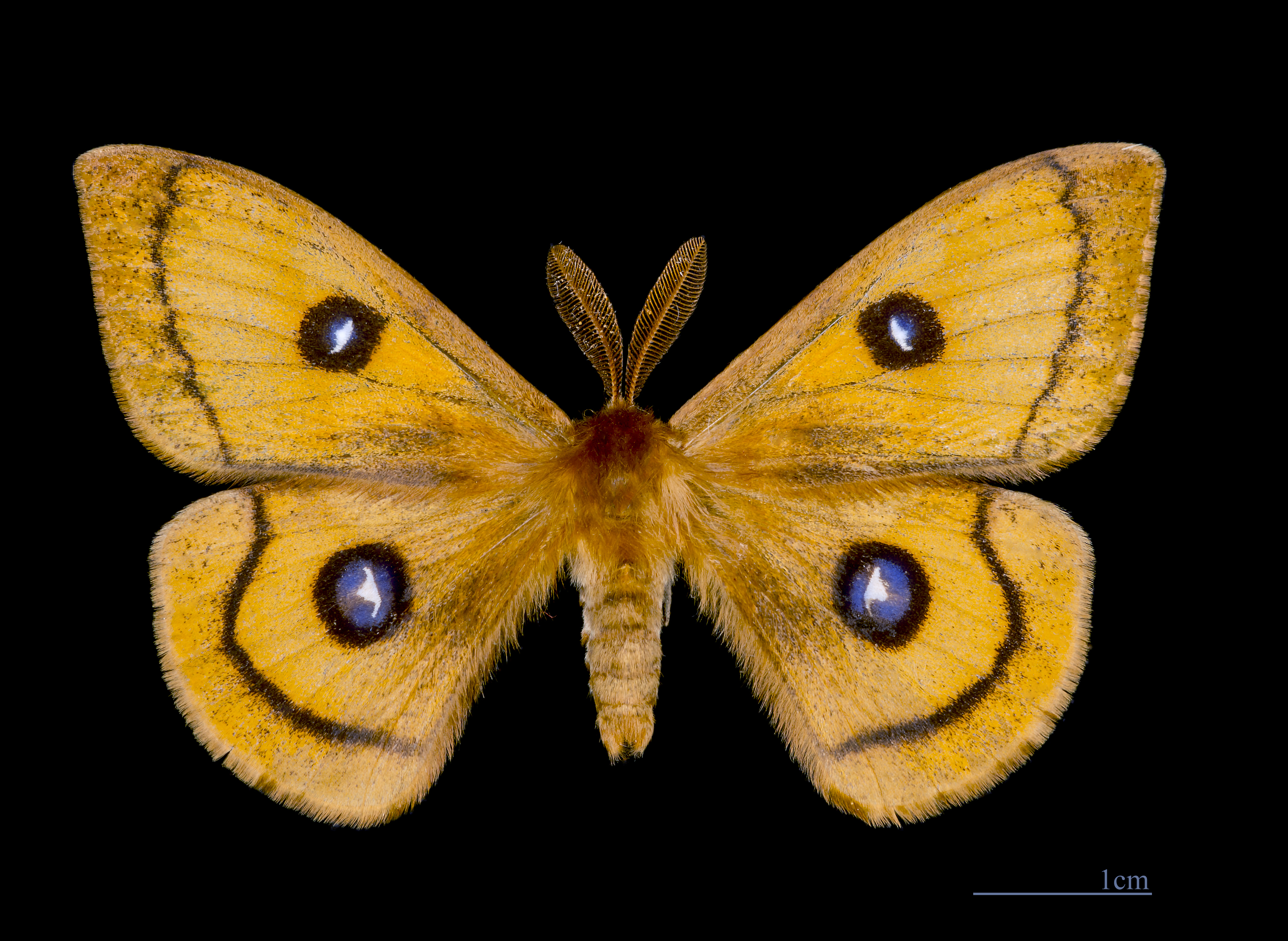
♂
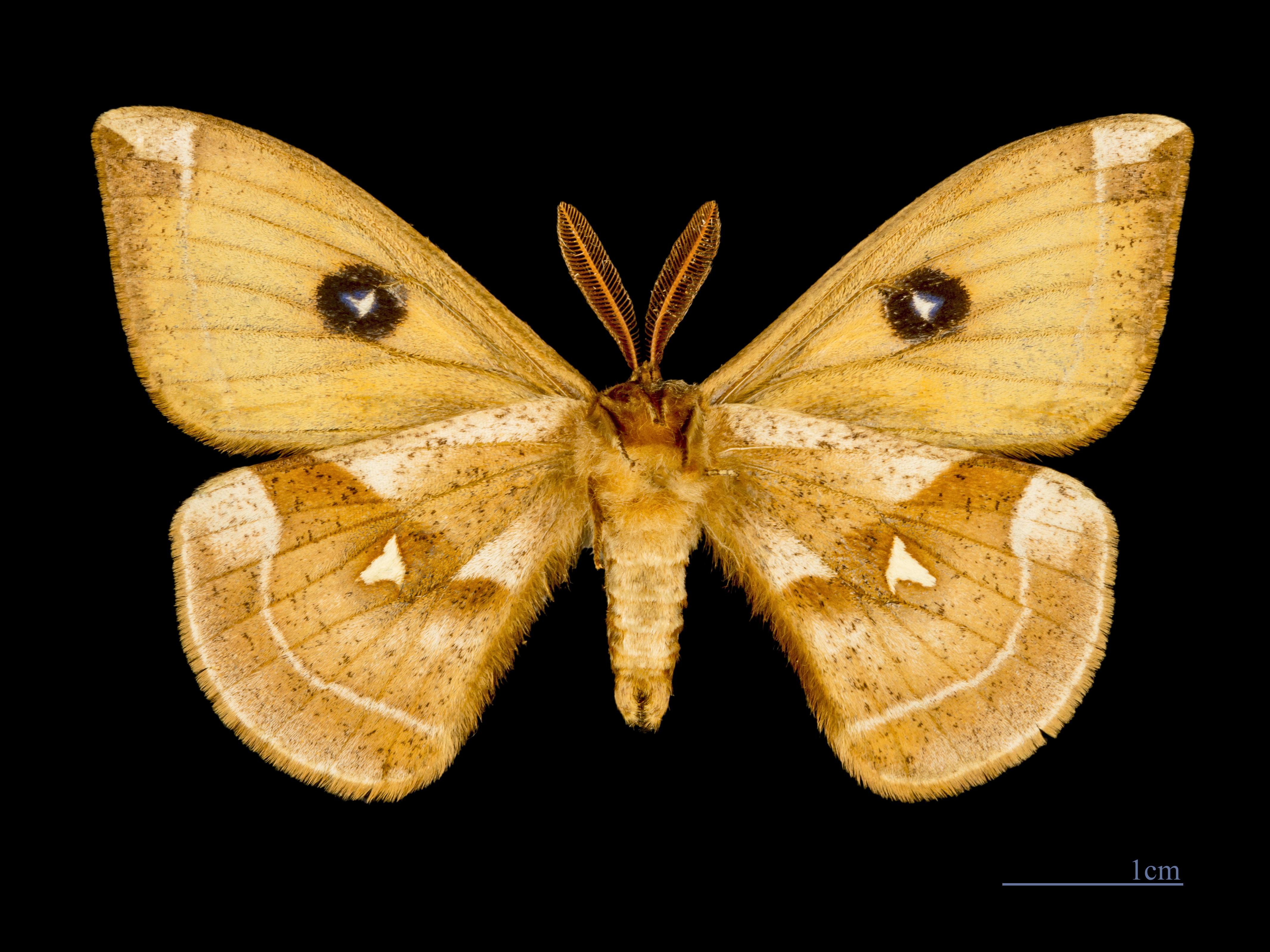
♂ △
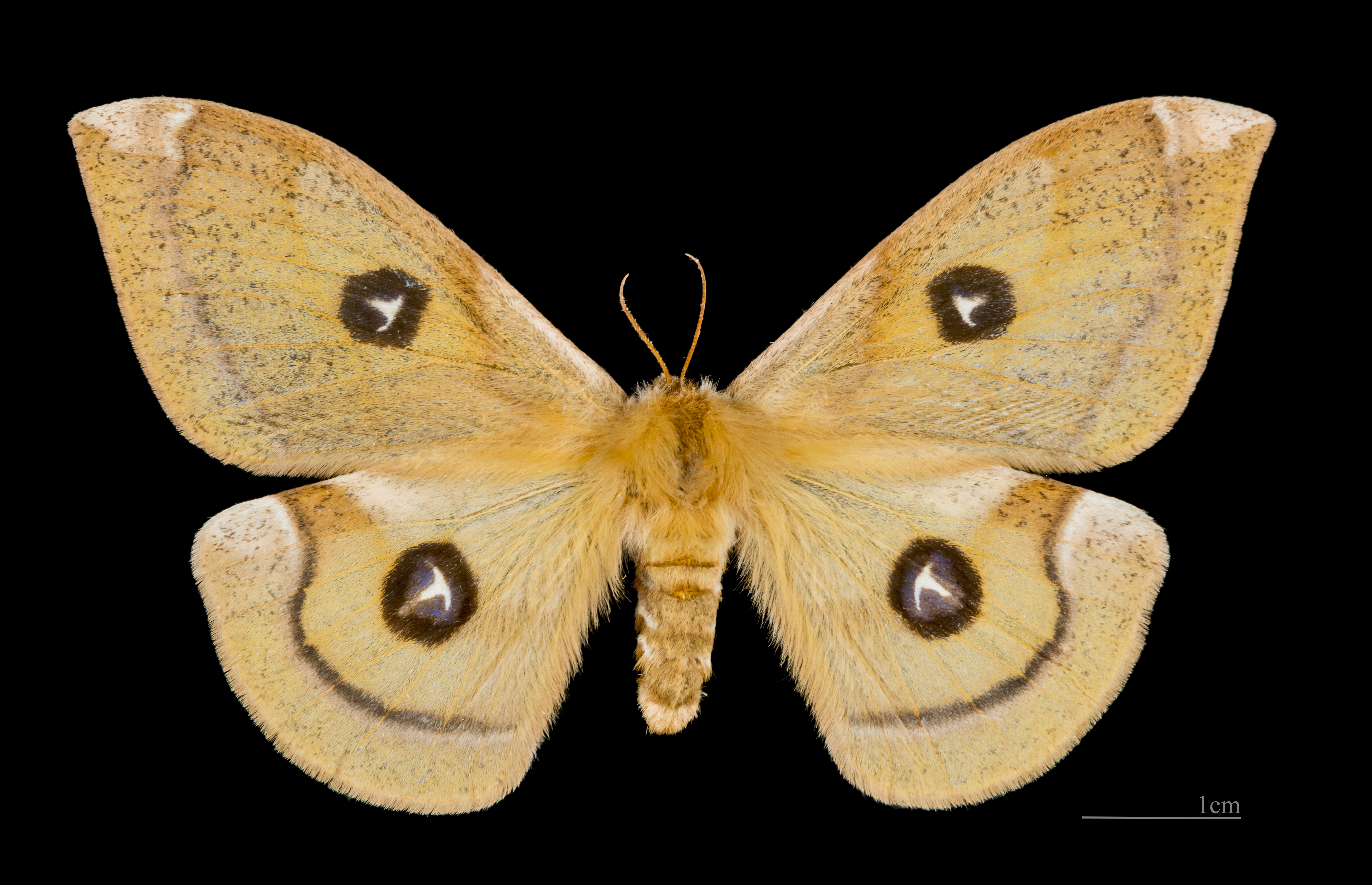
♀
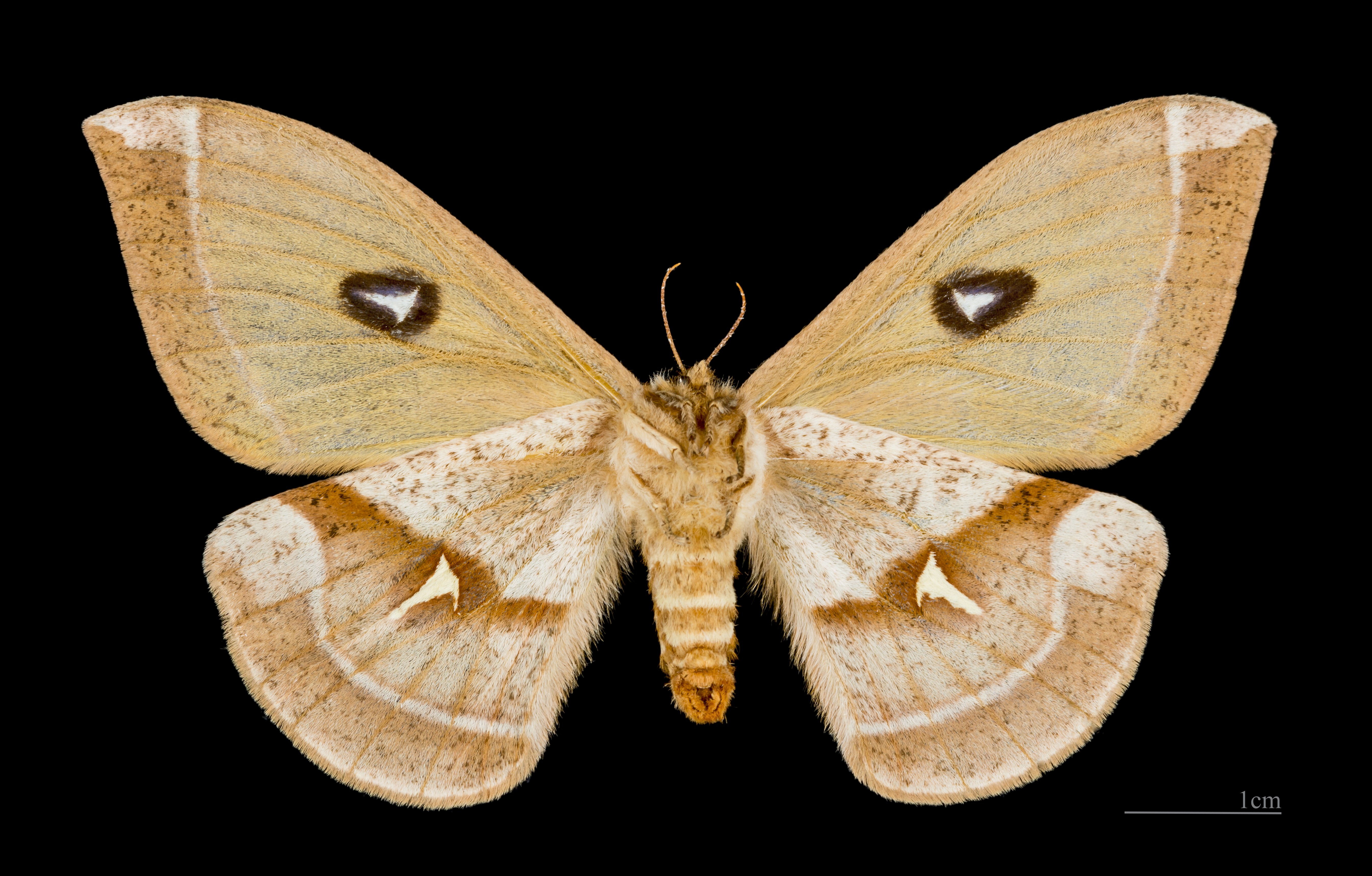
♀ △

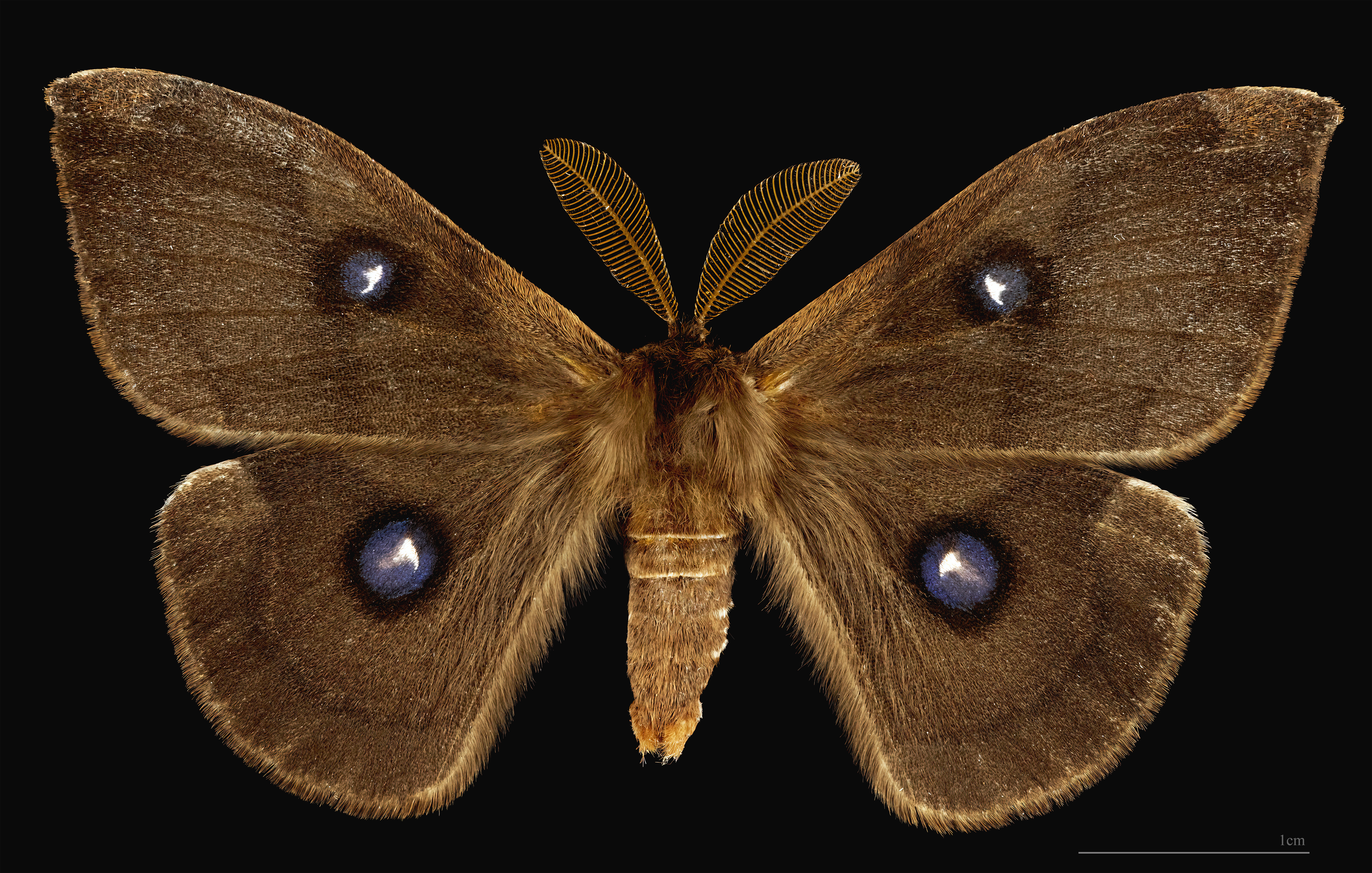
♂
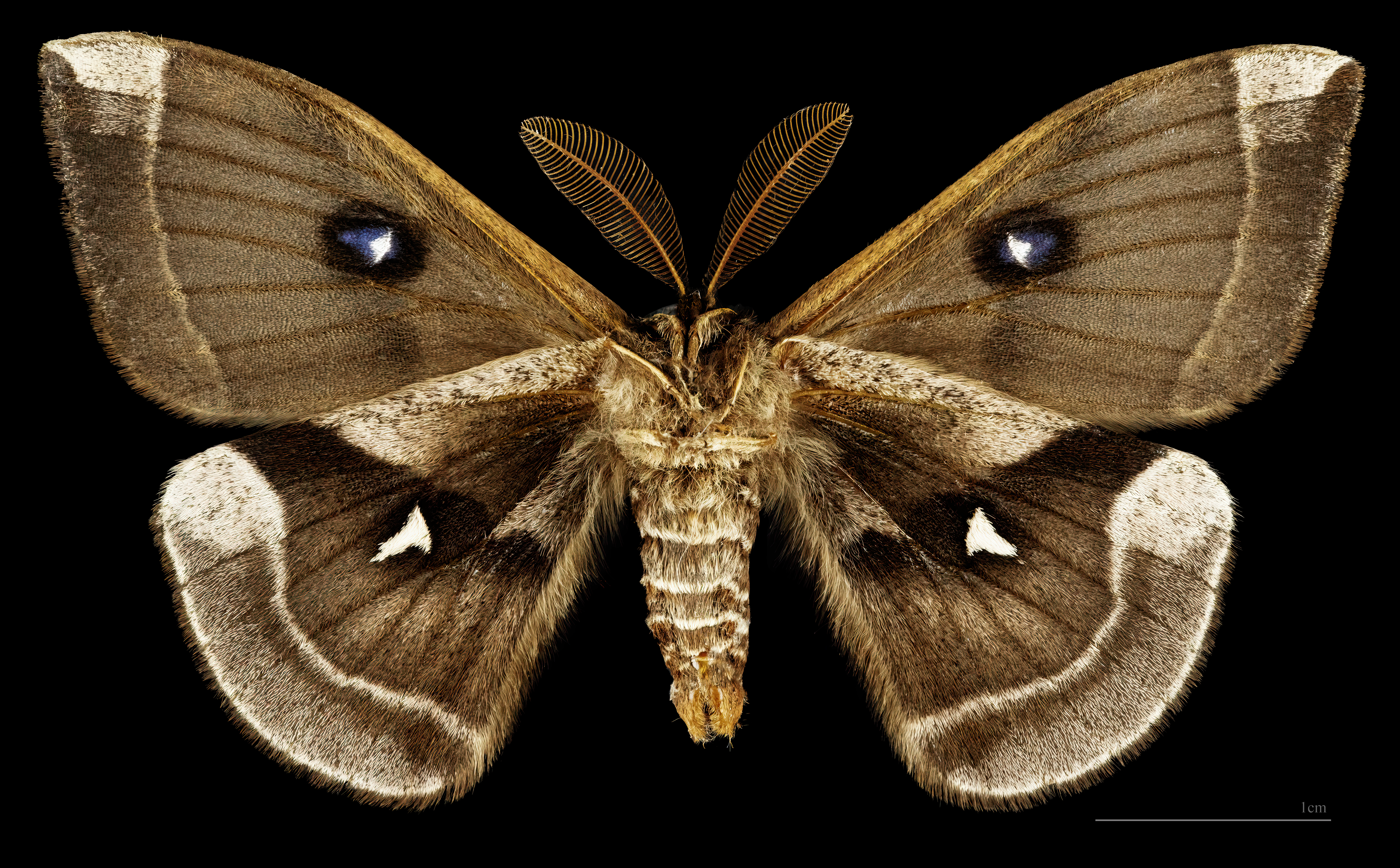
♂ △
♀
♀ △

Aglia tau
Aglia tau f. melaina